# Pommes à la canadienne
Les pommes à la canadienne sont un dessert, de pommes cuites avec du sirop d'érable, et servies avec de la glace à la vanille. La tarte aux pommes à la canadienne est une tarte garnie de pommes à la canadienne.
La gelée de pomme à la canadienne est une gelée sucrée traditionnelle dont la première recette est donnée par Louis Perrault (1809-1866).

## Ingrédients
Pour la pâte si c'est une tarte : 200 g de farine, 100 g de beurre, 60 g de sucre, 1 œuf, une pincée de sel, 15 g de beurre pour beurrer le moule, 1 tasse à thé de farine pour abaisser la pâte.
Pour la garniture : 4 pommes, 100 g de cerneaux de noix, 100 g de cassonade (sucre roux), 1 cuillerée à soupe de farine, 1 cuillerée à café de zeste de citron râpé, 1 cuillerée à café de poudre de vanille, 2 dl de crème.